# Герчиков, Никон Парфёнович
Никон Парфёнович Герчиков (5 апреля 1896 года — 22 октября 1971 года) — советский учёный-зоотехник, заслуженный деятель науки РСФСР.

## Биография
Никон Парфёнович Герчиков родился в 5 апреля 1896 года. Выходец из крестьян Смоленской губернии.
Окончил Петровскую (Тимирязевскую) сельскохозяйственную академию (1922) и аспирантуру ТСХА (1931).
В 1922—1925 гг. работал участковым агрономом в Смоленской губернии, с 1926 по 1929 г. - преподаватель и директор Успенского техникума животноводства Ярославской области.
С 1931 г. доцент, профессор, заведующий кафедрой животноводства Московского зооветеринарного института, Института коневодства, Военно-ветеринарной академии.
С 1948 г. зав. кафедрой животноводства (позже — скотоводства) Московской ветеринарной академии им. Скрябина. Автор практических рекомендаций по разведению крупного рогатого скота ярославской и джерсейской пород.
Доктор сельскохозяйственных наук (1948). Заслуженный деятель науки РСФСР.
Умер в 1971 году на 76-м году жизни. Похоронен на Новодевичьем кладбище (колумбарий).
Дочь — Ирина Никоновна Герчикова (20.01.1928—24.05.2016), работала в МГИМО, заслуженный деятель науки РФ, почетный профессор МГИМО, автор многочисленных книг по менеджменту, маркетингу, предпринимательству и международному коммерческому делу.

## Труды
Герчиков Н. П. - автор учебников:
- Крупный рогатый скот [Текст] : учебное пособие для зоотехнических институтов и факультетов / Н. П. Герчиков. — М. : Гос. изд-во с.-х. лит-ры, 1958. — 352 с. — (Учебники и учеб. пособия для высших с.-х. учеб. заведений).
- Скотоводство [Текст] : учебник для зоотехнических факультетов зооветеринарных и с.х. вузов / Н. П. Герчиков. — Изд. 2-е, перераб. и доп. — М. : Колос, 1964. — 320 с. — (Учебники и учеб. пособия для высших с.-х. учеб. заведений).
- Крупный рогатый скот [Текст] : учебник для животноводческих техникумов / Н. П. Герчиков. — Изд. 2-е, перераб. — М. : Гос. изд-во с.-х. лит-ры, 1947. — 376 с.
- Крупный рогатый скот [Текст] : [для зоотехн. ин-тов и фак.] / Н. П. Герчиков. — М. : Сельхозгиз, 1958. — 351 с., 1 л. схем. : ил. ; 23 см. — (Учебники и учебные пособия для высших сельскохозяйственных учебных заведений). — 15000 экз.
- Животноводство [Текст] : [учебник]: [по специальности «Ветеринария»] / сост.: В. Ф. Красота, И. М. Мартьянов, Н. П. Герчиков. — М. : Колос, 1971. — 360 с. : ил. ; 22 см. — (Учебники и учебные пособия для средних сельскохозяйственных учебных заведений). — 72000 экз.
- Животноводство и зоогигиена [Текст] / под ред. проф. Н. П. Герчикова. — М. : Сельхозгиз, 1957. — 423 с. : ил. — (Учебники и учебные пособия для сельскохозяйственных техникумов).

## Награды
Награждён двумя орденами Трудового Красного Знамени, медалями СССР, малой золотой и двумя серебряными медалями ВДНХ.